# Alfred Perles
Alfred Perlés  (Beč, 1897. – 1990.), austrijsko-britanski književnik, poznat po prijateljstvu s Henryjem Millerom.
Rodio se u Beču od čeških roditelja. U 30-im godinama, okušao se kao pisac u Parizu. Radio je za Chicago Tribune. Zajedno s Henryjem unajmljuje stan u četvrti Clichy. To razdoblje Henry opisuje u romanu Mirni dani na Clichyu. Lik Carl iz Rakove obratnice i Mirnih dana simbolizira samog Perlesa. Do 1936. postaje ugledan član boemske književne scene. Kada 1939. izbija Drugi svjetski rat, grupa se raspada, Henry odlazi u Grčku, Anais u SAD, a Alfred u Britaniju čiji kasnije postaje državljanin, promijenivši prezime u Barret. 1945. godine piše knjigu o tom krugu. S Henryjem ostaje doživotni prijatelj, pojavivši se zajedno s njim na televiziji 1962. godine. Umire u dubokoj starosti.